# Larvik HK
Larvik Håndballklubb, is een vrouwen-handbalclub uit Larvik, Noorwegen.
Larvik HK ontstond in 1990 door een fusie van de handbalafdelingen van de twee clubs Larvik Turn en Halsen. Ze speelden in de hoogste divisie sinds 1992/93. Tijdens hun eerste jaar waren ze dicht bij degradatie, maar slaagden erin om op het hoogste niveau te blijven. Het seizoen daarop wonnen de landstitel, en speelden de Noorse bekerfinale.
Vanaf het einde van de jaren negentig was Larvik het sterkste team in de Noorse handbalwereld over een periode van ongeveer twintig jaar, waarbij hij tussen 1994 en 2017 19 keer de competitie en 17 keer won. De laatste keer dat ze thuis een competitiewedstrijd verloren, was op 14 maart 1999, voordat op 29 maart 2017 hun eerste nederlaag in 18 jaar werd geleden tegen Vipers Kristiansand. Op 14 mei 2011 won de club voor het eerst de Women's EHF Champions League-titel.
Op 14 mei 2019, precies 8 jaar na het winnen van de Champions League, degradeerde de club naar Divisie 1, na het verliezen van hun elitelicentie om financiële redenen. In 2020 plaatste de club zich opnieuw voor de REMA 1000-ligaen, de Topdivisie.

## Resultaten

### Noorwegen

#### Noorse competitie
- Goud: 93/94,[2] 96/97,[2] 99/00,[2] 00/01,[2] 01/02,[2] 02/03,[2] 04/05,[2] 05/06,[2] 06/07,[2] 07/08, 08/09, 09/10, 10/11, 11/12, 12/13, 13/14, 14/15, 15/16, 16/17
- Zilver: 17/18

#### Noorse beker
- Goud: 95/96,[2][5] 97/98,[2][5] 99/00,[2][5] 02/03,[2][5] 03/04,[2][5] 04/05,[2][5] 05/06,[2][5] 06/07,[5] 08/09,[5] 09/10,[5] 10/11,[5] 11/12,[5] 13/12,[5] 13/14,[5] 14/15,[5] 15/16,[5] 16/17.[5]

### Europa

#### EHF Champions League
- Goud: 10/11[1]
- Zilver: 12/13,[1] 14/15[1]

#### Beker voor winnaars
- Goud: 04/05,[1][6] 07/08[1]
- Zilver: 08/09[1]

#### Europees Clubkampioenschap
- Brons: 2008

## Stadion
- Naam: Boligmappa Arena Larvik
- Stad: Larvik
- Capaciteit: 4.500 zitplaatsen
- Geopend: 19 september 2009
- Adres: Hofsgt. 6, 3262 Larvik